# What You Gonna Do???
WHAT YOU GONNA DO??? is een single van de Britse band Bastille. Het nummer verscheen in juli 2020 als eerste single van de ep Goosebumps. Graham Coxon speelt gitaar en zingt op dit nummer.

## Muziekvideo
Een muziekvideo werd gelijktijdig met het nummer uitgebracht op 30 juli 2020. Deze duurt twee minuten en 23 seconden. De video is gemaakt door Reza Dolatabadi, een Brits-Iraans animator.